# اسماعیل چشم‌آذر
اسماعیل چشم آذر (زاده ۱۳۰۰ – درگذشته ۱۳۶۲) موسیقی‌دان و نوازنده تار ایرانی بود. او پدر و معلم منوچهر و ناصر است که از خردسالی ایشان را با خود به مجالسی که در آن اجرا داشت می برد و همین باعث علاقه مندی فرزندانش به موسیقی شد.

## زندگی
او در خانواده‌ای با اصالت اردبیلی در شهر باکو متولد گردید. خانواده وی از اهالی اردبیل بودند که در زمان حکومت استالین برای کار به باکو رفته بودند. با روی کار آمدن بلشویک‌ها در شوروی و فشار مبنی بر اخراج مهاجرین ایرانی مبنی بر اینکه یا شناسنامه شوروی را اخذ کرده و در آنجا بمانند یا به ایران بازگردند و شناسنامه ایرانی در ایران دریافت کنند خانواده وی هم به مانند دیگر خانواده‌های اردبیلی ساکن در باکو
مانند علی سلیمی نوازنده تار، محمود دست‌پیش شاعر و ترانه‌سرا، لطیف طهماسبی زاده نوازنده قاوال، عادل آخوندزاده آهنگساز و نوازنده تار، سیف‌الله ابراهیم پور رهبر ارکستر، صفرعلی جاویدرهبر ارکستر و… به زادگاه پدریشان اردبیل بازگشته و در آنجا شناسنامه ایرانی (متولد اردبیل) صادر گردید و در اردبیل بزرگ شد.از دوران کودکی با موسیقی آشنا شد. به اقتضای شغل پدر، به تبریز مسافرت کردند و دوران ابتدایی را در آن شهر گذراند. پس از مدتی دوباره به اردبیل بازگشته و از محضر استادان این شهر به نواختن گارمون، کمانچه، ویلن و تار می‌پردازد. در اردبیل ازدواج نموده و ماحصل ازدواجشان ۵ فرزند به نام‌های منوچهر چشم آذر، اشرف چشم آذر، ناصر چشم‌آذر، آذر چشم آذر و پروین چشم آذر می‌باشد. پس از مدتی به تهران مهاجرت کردند. در تهران از محضر ابوالحسن صبا استفاده نموده و به تکمیل موسیقی پرداخت. در سال ۱۳۲۹ پس از تکمیل مراحل موسیقی در رادیو تهران فعالیت خود را آغاز نموده و به مدت چندین سال در ارکستر رادیو و تلویزیون مشغول به فعالیت گردید. او در سال ۱۳۵۹ بازنشسته گردید. اسماعیل چشم آذر در ۱۰ دی ۱۳۶۲ درگذشت.